# 国家新型都市化計画
国家新型都市化計画（こっかしんがたとしかけいかく、英語: National New-Type Urbanization Plan）は、もともと農村戸籍に属していた人口を都市化し、中国を輸出志向型の経済から内需拡大型の経済へと転換させる一助としようとする、中華人民共和国政府の政策。「国家新型都市化計画（2014年 - 2020年）」は、中国における最初の国家戦略都市化計画である。これを更新し、2021年から2035年までを対象とする新たな計画も準備されているが、2023年3月現在ではまだ公表されていない。 
国家新型都市化計画の結果、都市計画の過程は、以前より中央集権化が進んだ。新たに都市化された人口のためのインフラストラクチャーへの投資は、中国の工業化とGDPの伸長にも影響を与えた。

## 概要
国家新型都市化計画は、2014年に公表された(p8)。「国家新型都市化計画（2014年 - 2020年）」は、、中国における最初の国家戦略都市化計画である(p11)。戦略的政策文書としてのこの計画は、大部分において、特定の量的目標値を設定することを避けている(p60)。これを更新し、2021年から2035年までを対象とする新たな計画も準備されているが、2023年3月現在ではまだ公表されていない(p11)。
国家新型都市化計画の目的は、中国を輸出志向型の経済から内需拡大型の経済へと転換させることにある(p17)。この計画が、国内の消費経済の成長を強調していることは明らかである(p116)。そのために、中国は、何億人もの規模で農村部から都市へ、新たな都市人口を受け入れるために大規模な建設事業を展開する諸都市へと人口を移すことを模索している(p17)。この計画では、2026年までに、2.5億人の農村部の人口を都市化することが目指されている(p95)。この計画の前提には、都市部の消費者の購買力が、中国の持続的な経済発展の鍵を握っているという想定がある(p159)。
2014年の計画は、2020年までに都市戸籍を1億人に与えることもを目指していた(p280)。これによって、人口50万人未満の小規模都市や、人口100万人未満の中規模都市に課せられていた制約が緩和された(p280)。他方で、人口500万人超の都市では、強固な戸籍制限が維持された(p280)。
もともと農村戸籍の人々を都市化するという方策に加え、国家新型都市化計画は、都市化のパターンを最適化し、都市の持続性を改善して、都市と農村の協調関係を推進することを目指している(p83)。都市と農村の協調関係を推進するために、基礎自治体政府の計画過程の一部に農村計画を組み込むことが、国策によって盛り込まれた(p8)。新型都市化の優先的課題は、成長の量よりも、成長の質である(p7)。
国家新型都市化計画の理論において、都市化へのアプローチは、中国の政治概念である生態文明を推し進めるものとされる(p29)。この計画は、各基礎自治体の20％の領域が環境保全地域に区画されることを求めている(p8)。
「国家新型都市化計画（2014年 - 2020年）」は、スマートシティについても言及している(pp59-60)。計画では、スマートシティの発展のために6つの重要な側面、すなわち、(1) 情報ネットワークとブロードバンド、(2) 計画管理のデジタル化、(3) スマート・インフラストラクチャー、(4) 公共サービスの便益性、(5) 現代的工業発展、(6) 洗練された社会的統治、があることをまとめている(p60)。
少なくとも2023年の時点において、新型都市化は、中華人民共和国の都市計画の中心的テーマとなっている(p13)。雄安新区は、新型都市化の中国モデルを体現する事例として開発されている(p159)。

## 影響
国家新型都市化計画が登場する以前には、開発計画過程は、より非集権的であった(p87)。現在の新型都市化計画によって求められる計画手法は、従来であれば異なる行政分野にまたがって別個に広がっていた、都市・農村計画、経済計画、環境計画、観光計画などを、統合した計画過程でなければならない(p87)。
新たに都市化された住民たちのためにおこなわれる国家の投資は、都市部への人口の集中とともに、中国の工業化と国内総生産を伸長させてきた(p95)。